# Spathoglottis pulchra
Spathoglottis pulchra är en orkidéart som beskrevs av Rudolf Schlechter. Spathoglottis pulchra ingår i släktet Spathoglottis och familjen orkidéer. Inga underarter finns listade i Catalogue of Life.